# Arcidiecéze poitierská
Arcidiecéze poitierská (lat. Archidioecesis Pictaviensis, franc. Archidiocèse de Poitiers) je starobylá francouzská římskokatolická arcidiecéze, založená ve 3. století. Na arcidiecézi byla povýšena 8. prosince 2002. Leží na území departementů Vienne a Deux-Sèvres, jejichž hranice přesně kopíruje. Sídlo arcibiskupství a katedrála Saint-Pierre de Poitiers se nachází v Poitiers. Arcidiecéze poitierská je metropolitní arcidiecézí poitierské církevní provincie.
Od 13. ledna 2012 je arcibiskupem-metropolitou Mons. Pascal Wintzer.

## Historie
Biskupství bylo v Poitiers založeno v průběhu 3. století. Dne 11. července 1317 byla založena diecéze maillezaiská, která získala území od diecéze poitierská (biskupství v Maillezais bylo zrušeno roku 1648). diecéze luçonská, založená 16. srpna 1317, vznikla také na území, které původně spadalo pod správu poitierského biskupství.
V důsledku konkordátu z roku 1801 byla zrušena diecéze sainteská, jejíž území bylo včleněno do diecézí angoulêmeské, larochellské a poitierské.
Diecéze poitierská spadala od svého založení až do 8. prosince 2002 do bordeauxské církevní provincie, kdy byla povýšena na metropolitní arcidiecézi, čímž vznikla pointierská církevní provincie, se čtyřmi sufragánními diecézemi: angoulêmeskou, la rochellskou, limogeskou a tullskou.